# Poly à Venise
Poly à Venise est un feuilleton télévisé français en treize épisodes de 26 minutes, en couleurs, créé par Cécile Aubry et réalisé par Jacques Pinoteau, et diffusé à partir du 6 septembre 1970 sur la première chaîne de l'ORTF.
Au Québec, elle a été diffusée à partir du 3 décembre 1972 à la Télévision de Radio-Canada, et rediffusée dès novembre 1979 sur le réseau TVA, et à partir du 14 avril 1985 sur TVJQ.

## Synopsis
Pippo, un enfant de Venise, violoniste, se lie d'amitié avec le poney Poly.
Le feuilleton raconte deux histoires, d'après les deux livres Poly à Venise et Poly et son ami Pippo.
Les six premiers épisodes évoquent la rivalité amoureuse entre le gondolier Angelo et le comte Carlo Saborelli envers Gemma, la cousine de Pippo. Poly aide à déjouer le piège monté par le comte pour faire accuser Angelo de vol.
Les sept épisodes suivants se déroulent à la montagne, où la mère malade de Pippo se repose chez le berger Matteo. Une troupe d'enfants contrebandiers est remise sur le droit chemin par les héros, et Pippo rencontre son grand-père le comte Grazzi.

## Distribution
- Thierry Missud : Pippo
- Irina Maleva : Gemma
- Mauro Bosco : Angelo
- Edmond Beauchamp : Matteo

## Commentaires
Ce feuilleton est le premier de la série à avoir été réalisé en couleurs.